# جسر ستورد
جسر ستورد (بالنرويجية: ستوردابروا) هو جسر معلق يعبر مضيق ديجرنيسانديت بين جزر بلدية ستورد وجزيرة فوينو في ستورد، النرويج. يبلغ طول الجسر 1077 مترًا (3533 قدم)، وطوله الرئيسي 677 مترًا (2221 قدم)، ويرتفع عن الأرض أقل من 18 مترًا (59 قدم). يحمل مسارين من الطريق الأوروبي إي 39، ومسارًا مشتركًا للمشاة والدراجات. يعتبر جزءًا من مثلث الربط، وهو رابط ثابت يربط ستورد ببولمو، وكليهما بالبر الرئيسي. (في عام 2010)، بلغ متوسط عدد السيارات المستخدمة للجسر 5021 سيارة في اليوم الواحد. كان الجسر والرابط طريقًا مأجورًا برسوم مرور منذ الافتتاح وحتى 30 مايو عام 2013.
بدأت الخطط لإنشاء معابر في ستينيات القرن الماضي، وحتى التسعينيات، كانت المقترحات بإقامة جسر عائم في الشمال. نُفذَ جسر ستورد بعد قرار بدمج المعبر مع نفق بوملافيورد. حورب المشروع من المجموعات البيئية المحلية والإدارة النرويجية للطرق العامة، بدافع أن الخطط الجديدة ستؤخر عملية البناء. نُفذ البناء بشكل مشترك بين شركة إن سي سي (وهي شركة إنشاءات سويدية) وشركة إتش بي جي للمنشآت المعدنية. بدأت عملية الإنشاء (في عام 1999) وكان أول جسر في النرويج تُلفّ كابلاته في الموقع. بلغت تكلفة الجسر 442 مليون كرونة نرويجية، وبدأ استخدامه في 27 ديسمبر 2000.

## معلومات عامة
كان الدافع من إنشاء مثلث الربط هو الرغبة في الحصول على رابط ثابت بين جزر ستورد وبولمو. قُدم أول مقترح موثق للمشروع في ستينيات القرن الماضي، وشمل بناء جسر عائم عبر مضيق ستوكسانديت، مستوحى من خطط بناء جسر نورداوردلاند شمال بيرغن. (في عام 1973)، قررت المجالس البلدية في بوملو وستورد وفيتجر الشروع في عملية التخطيط، والتي خلصت بأن الحل الأمثل سيكون ببناء جسر عائم بين سورستوكين وفولدريهولمن. اقترح التقرير أيضًا بناء جسور عبر أرخبيل فيتجر ومعبر عبر سبيسوي وفوينو. كانت هناك اعتراضات من قطاع النقل البحري، الذين كانوا يرغبون في مواصلة استخدام المضيق لحركة السفن. رُبطت الجزر بشبكة من خمس عبّارات ربطت سكيرزولمين فالفك مع ستورد وسيفيو، وسكيرزولمين أوتبجوا مع ستورد وفينافيورد، وسافاج سيغارفغ مع ستورد وبولمو، وربطت بولمو بالبر الرئيسي بعبّارة موسترهام فالفاك وعبّارة لينغافيغ بوافغ.
في أوائل الثمانينيات، أُطلقت خطط لإنشاء مطار ستورد سورستوكين، وخطط لبناء جسر عبر ستوكسانديت مرة أخرى في عام 1982، وهذه المرة من قطاع النقل البحري في بوملو، وكان من الضروري السفر بالعبّارة للوصول إلى المطار الجديد. بناءً على ذلك، أُنشئت لجنة في مايو عام 1983، وأوكلت للمهندس هارالد موينر مهمة إعداد تقرير جديد، وطرح ثلاثة مقترحات: جسر عائم أو جسر معلّق بين فولدريهولمن وليتلانست؛ جسر معلق بين سيترينست وساكبلاكيو، ينتهي جنوب المطار الجديد مباشرة؛ ورابط ثابت مشترك بين سبيسوي وديغيرنز، دون الحاجة للمرور عبر أرخبيل فيتجر. كان الاقتراح الأخير المرة الأولى التي يذكر فيها إنشاء رابط ثابت مع البر الرئيسي. اعترضت إدارة الطيران المدني النرويجية على إقامة جسر معلق محتمل بالقرب من المطار، لكنها أشارت إلى أن الجسر الأخر البعيد سيكون جيدًا.
في عام 1984، أجرت إدارة الطرق العامة في هوردلاند دراسات استقصائية لأنماط حركة المرور في بوملو. واستنادًا إليها وإلى نتائج أخرى، ذكرت الوكالة أنها تفضل إنشاء جسر عائم بين فولدريهولمن وسورستوكين، إلى الشمال من العبّارة بين بوملو وستورد. قدّرت التكلفة بنحو 190 مليون كرونة نرويجية، بالإضافة إلى طرق مساعدة بمبلغ 40 مليون كرونة نرويجية. (في عام 1982)، أُطلقت خطط لإقامة مثلث ربط مع البر الرئيسي في أقصى الجنوب، يشمل جسرًا فوق ديجرنيسانديت، وممرًا وجسرًا منخفضًا عبر سبيسويسانديت، وجسرًا منخفضًا فوق غاساسانديت، وبناء نفق من فوينو إلى سيفيو. كان هذا المقترح مشابهًا لمقترح مثلث الربط النهائي. في عام 1985، طُرح اقتراح بجعل جميع الأنفاق تتبع نفس المسار. ذكرت إدارة الطرق العامة في هوردلاند بأن هذه المقترحات غير واقعية. تأسست شركة إيتر سنهوردلاند برو أو جي تونيلسيلسكاب (إس بي تي) المحدودة في أكتوبر (عام 1986) بدعم بلديات بولمو، ستورد، فيتجر، وسيفيو، وبلدية مقاطعة هوردلاند بالاشتراك مع خمسة بنوك.
في ديسمبر عام 1986، أوصت إدارة الطرق العامة ببناء جسر. غيّرت شركة إس بي تي اسمها إلى سنهوردلاند برو أو جي تونيلسيلكاب، واقترحت غالبية المجلس بناء رابط ثابت. ذكرت الإدارة الساحلية النرويجية بأنها لن تسمح بإنشاء جسر عائم. في 26 يونيو عام 1987، قررت شركة إس بي تي العمل من أجل الحصول على تصريح يسمح لها بجمع الرسوم عن خدمات العبّارات. في 16 سبتمبر، أيّد المجلس بالإجماع على اقتراح مثلث الربط، وقدّرت تكلفته بنحو 660 مليون كرونة نرويجية. انتقدت إدارة الطرق العامة في هوردلاند هذا الاقتراح، وأشارت إلى أنه سيستغرق وقتًا أطول للتخطيط، وذلك سيؤخر إكمال مثلث الربط.
منذ عام 1988، بدأ مناصرو البيئة بنشاط معارض لإنشاء مثلث الربط. وأكثرهم نشاطًا كان القسم المحلي من الجمعية النرويجية للحفاظ على الطبيعة والشباب، وصرّحوا أن الطريق سيأتي بعواقب وخيمة على حركة القوارب المحلية إلى جزر فوينو وناوتوي الترفيهية، وأوصوا بأن تختار البلديات بناء جسر عائم بدلًا من ذلك. من المعارضين الآخرين للمشروع لجنة العمل ضد البناء السريع لمثلث الربط، والتي طالبت بتأجيل القرار إلى ما بعد الانتخابات البلدية لعام 1991، للتأكد من أن المجالس البلدية تدعم رغبات الناس. صرّح جيسل تونج أن المخاطرة في المشروع كبيرة، وأكد على صعوبة تحديد مدة جمع الرسوم، إذ يمكن أن تتراوح بين 15 و60 عامًا، وأراد جمع الرسوم مقدمًا.
في فبراير عام 1988، وافقت المجالس البلدية المختلفة على مثلث الربط. في حين أن إدارة الطرق العامة في هوردلاند كانت تدعم خيار الجسر العائم، ورأت في ذلك هدرًا لعامين ونصف من العمل. في أوائل عام 1989، نُشرت خطة رئيسية جديدة لمثلث الربط. خلال أواخر عام 1989 فُرضت رسوم نقل على العبّارات من المجالس البلدية ومجلس المحافظة، وأوصوا بأن تبدأ عملية جمع الأموال في 1 يوليو عام 1990، لكن الحكومة لم تدعم هذا القرار على الفور.
في يوليو عام 1991، أقرّ مجلس الدولة الخطة الرئيسية. وفي 10 ديسمبر عام 1992، وافق البرلمان على قرار دفع رسوم مسبقة على العبارة، وأصبحت سارية المفعول اعتبارًا من 1 يناير عام 1993.